# Таран, Григорий Алексеевич
Григо́рий Алексе́евич Тара́н (18 октября 1912, Большая Мамайка, Херсонская губерния — 15 ноября 1948, Москва) — лётчик ВВС РККА, участник Великой Отечественной войны, майор. Герой Советского Союза (1944).

## Биография
Григорий Алексеевич Таран родился в деревне Большая Мамайка (ныне Подгайцы Кропивницкого района Кировоградской области) в крестьянской семье. Украинец. В 1933 году окончил Батайскую школу пилотов гражданского воздушного флота (ГВФ). Работал в ней лётчиком-инструктором, работал лётчиком в Средней Азии, совершал полёты в сложных погодных условиях в горных районах. в 1938 году переехал в Новосибирск, где так же работал лётчиком-инструктором в аэроклубе. В 1941 году был призван в Красную армию.
На фронтах Великой Отечественной войны с июля 1941 года в составе Московской Авиационной группы Особого назначения (МАГОН) .За время службы совершил 660 вылетов на фронт и в тыл противника к партизанам. За время службы прошёл путь от лётчика до командира 3-го авиационного транспортного полка 1-й авиационной транспортной дивизии. Он был инициатором полётов на предельно малых высотах, что снижало риск подвергнуться зенитному обстрелу. Такой приём, в частности, он использовал при доставке груза продовольствия и боеприпасов частям 1-й ударной и 11-й армий Северо-Западного фронта, которые были отрезаны противником.
В 1942 году, при вывозе из осаждённого Ленинграда важного груза, самолёт Г. Тарана попал под обстрел противника, сам пилот был ранен в ноги, но все же сумел дотянуть до своего аэродрома.
В 1943 году эскадрилья, которой командовал Г. Таран, совершила 126 вылетов к партизанам Крыма, доставив 120 тонн продовольствия и вывезя более 600 раненых партизан и детей. Сам Г. Таран был командирован в Великобританию, где провёл испытания нового транспортного самолёта «Альбемарль» и перегнал его в СССР. После назначения командиром полка Г. Таран совершил 225 вылетов, из них 61 с посадкой в тылу противника.
Звание Героя Советского Союза Г. Тарану было присвоено 5 ноября 1944 года.
В мае 1945 года Г. Таран доставил в Сан-Франциско группу советских дипломатов, которые принимали участие в создании ООН.
В 1946 году после демобилизации Г. Таран стал работать заместителем командира отдельной авиагруппы международных воздушных сообщений МГА СССР. Участвовал в испытаниях новых транспортных самолётов и освоении новых международных маршрутов.
15 ноября 1948 года погиб на охоте в результате несчастного случая.

«Семенков и Таран вдвоём часто бродили с ружьём и почти никогда не возвращались с пустыми руками. В этот день они, доехав, по обыкновению, до места охоты, поставили машину у обочины дороги и разошлись в разные стороны. Не успел Таран сделать и нескольких шагов, как испуганный хрустом сучьев заяц выскочил с лёжки. Таран прицелился, выстрелил из одного ствола и, конечно, не промахнулся. Стрелок он был меткий! Но заяц был не убит, а только ранен, он прыгнул вперёд и прижался к земле. Таран, войдя в охотничий азарт, решил во что бы то ни стало настигнуть свою добычу и с ходу ударил зверька прикладом. Тут-то и произошла катастрофа: второй ствол после выстрела оставался заряженным; от сотрясения при ударе курок соскочил, прогремел выстрел, и весь заряд попал Тарану в живот»…— Павел Михайлов.

Могила Тарана на Новодевичьем кладбище Москвы

Похоронен в Москве на Новодевичьем кладбище.

## Награды
- Медаль «Золотая Звезда»;
- два ордена Ленина;
- три ордена Красного Знамени;
- два ордена Отечественной войны 1 степени;
- медаль «За боевые заслуги»;
- другие медали.

## Память

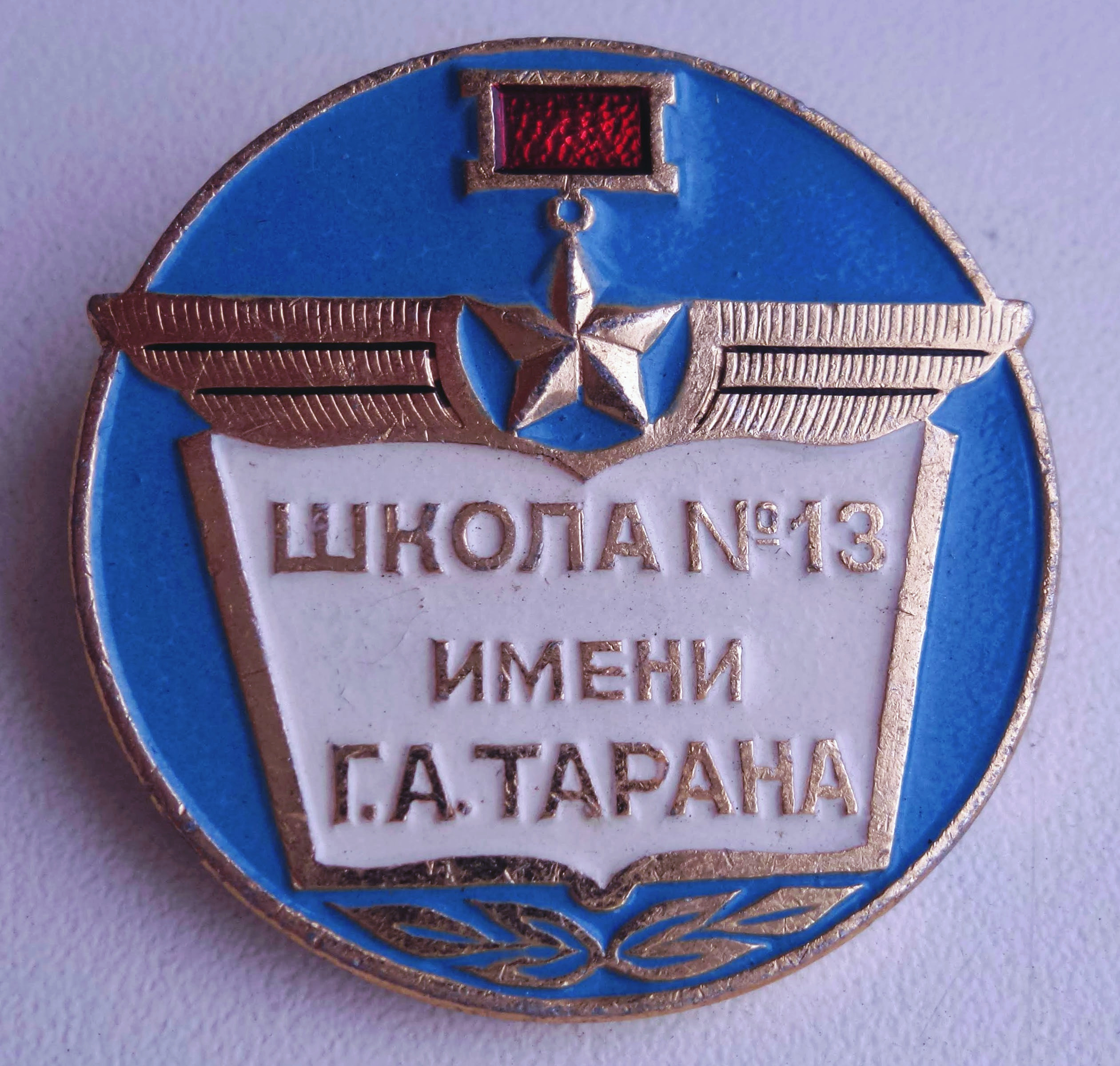
Школа № 13 им. Г. А. Тарана, значок СССР (сейчас школа № 41)

- Похоронен в Москве на Новодевичьем кладбище. На могиле установлен бюст героя.
- Имя героя носит лётное училище в городе Сасово Рязанской области.
- Имя героя носит школа № 13 Западного административного округа Москвы (переименовано в Государственное бюджетное общеобразовательное учреждение города Москвы «Школа № 41 имени Григория Алексеевича Тарана» на основании приказа Департамента образования города Москвы от 18.12.2014 г. № 926 «О реорганизации государственных образовательных организаций, подведомственных Западному окружному управлению образования Департамента образования города Москвы»)[2].